# Flat Iron
Joe Clark lub Flat Iron – kanadyjski zawodnik, uprawiający lacrosse, który na Letnich Igrzyskach Olimpijskich 1904 w Saint Louis wraz z kolegami z reprezentacji zdobył brązowy medal w grze drużynowej.
W turnieju wzięły udział trzy zespoły klubowe z Kanady i Stanów Zjednoczonych. Flat Iron reprezentował klub Mohawk Indians.